# 仕事と日

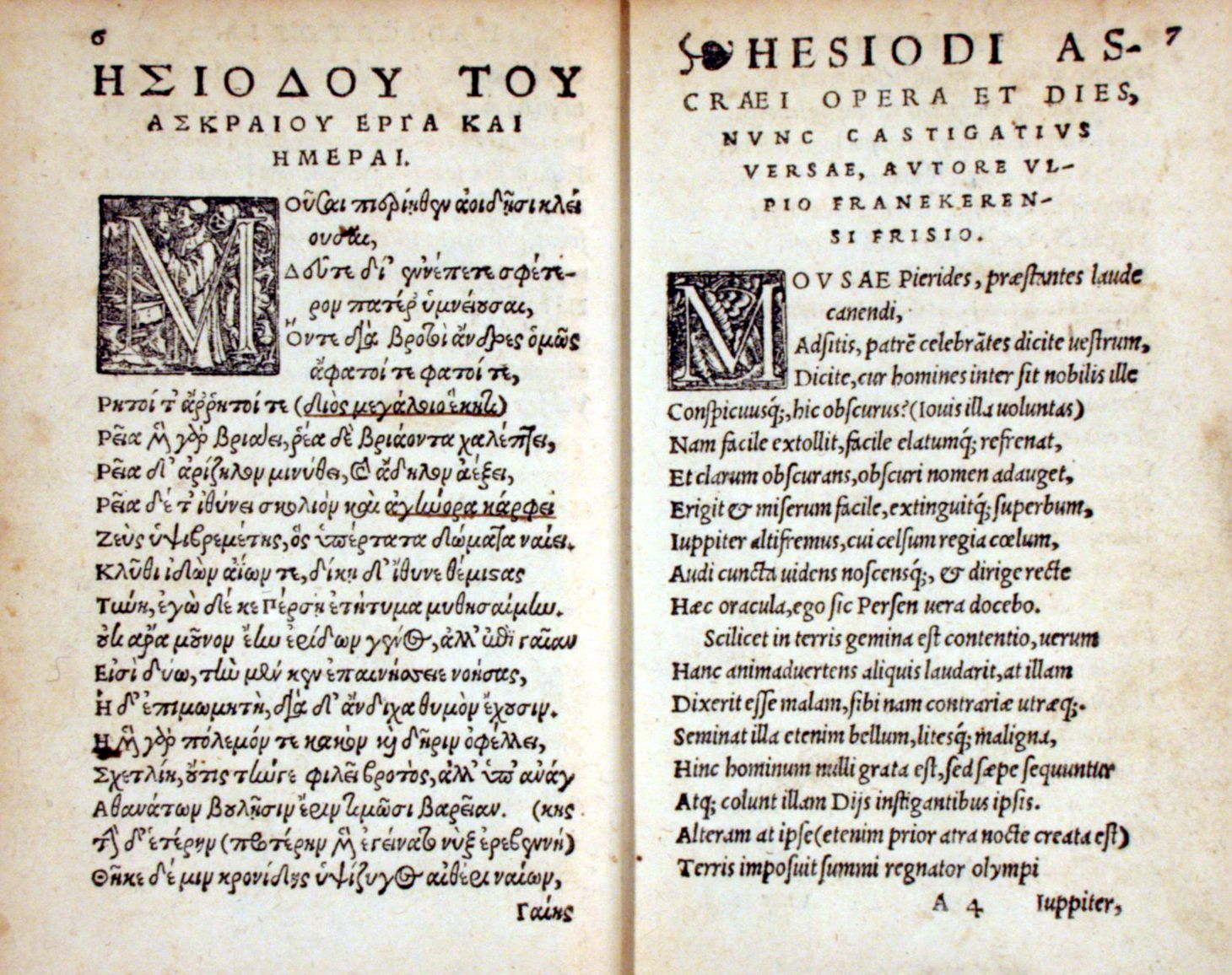
『仕事と日』

仕事と日（しごととひ、または仕事と日々、労働と日々、農と歴、 古代ギリシャ語: Ἔργα καὶ Ἡμέραι、Erga kaí Hēmérai、エルガ・カイ・ヘーメライ）は、ヘーシオドスが紀元前700年頃に書いた828節からなる古代ギリシアの詩。この詩は2つの世間一般の定説をめぐって展開されている。具体的には、労働こそ人間のすべてであり、働くものだけが得ることができるということである。研究者たちはこの作品を、新天地を求めての植民地化に奮い立つばかりの、本土ギリシアの農業危機という背景に対するものだと考えていた。また、古代の互酬関係の崩壊について記した文献であるという指摘もある。

## 内容
『仕事と日』は、財産をめぐって争っていた弟のペルセースに語りかける形で、まず女神エリス、パンドーラー、人類の5つの時代（黄金時代、銀の時代、青銅時代、英雄時代、鉄の時代。Hesiod's Five Ages参照）の神話を語り、続いて、誠実な労働生活の助言・叡智・処世術を教え、汚い金儲け・怠惰・（弟ペルセースに有利な判決を下した）不正な裁判官を非難する。ヘーシオドスは、正義も不正も、地上を見回る不死なる神々にはお見通しで（『仕事と日』250）、労働はすべての善の源と見なされ、神々も人間も、ミツバチの巣の中で何もしないごくつぶしのミツバチに似た働かざる者を憎んでいる（300）と語っている。
『仕事と日』はまたプレイアデス及びシリウスについて言及した最初期のものでもある。シリウスはセイリオス（ Σείριος）と表記され、その意味は「輝く」または「より熱い」である。

## 日本語訳
- ヘーシオドス『仕事と日』松平千秋訳、岩波文庫、1986年